# Gabon na Letnich Igrzyskach Olimpijskich 1996
Gabon na Letnich Igrzyskach Olimpijskich 1996 reprezentowało 7 zawodników, 6 mężczyzn i 1 kobieta.

## Skład kadry

### Boks
Mężczyźni
- Guy-Elie Boulingui
  - waga musza - 17. miejsce

- Julio Mboumba
  - waga lekka - 17. miejsce

### Judo
Kobiety
- Mélanie Engoang
  - do 72 kg - 9. miejsca

### Lekkoatletyka
Mężczyźni
- Patrick Mocci-Raoumbé
  - bieg na 100 m - odpadł w eliminacjach

- Antoine Boussombo
  - bieg na 200 m - odpadł w eliminacjach

- Patrick Mocci-Raoumbé, Antoine Boussombo, Charles Tayot, Eric Ebang Zué
  - sztafeta 4 x 100 m - opadli w eliminacjach